# グレース・ポー
グレース・ポー（Grace Poe, 1968年9月3日 - ）は、フィリピンの政治家。現在は元老院 (フィリピン)議員。2016年フィリピン大統領選挙立候補者。

## 概要
生後間もなくパナイ島イロイロのハロ大司教座に置き去りにされ、司祭から「神の恵み」(恩寵 (キリスト教)、GRACE OF GOD）にちなんで「グレース」と名付けられた。
その後5歳で国民的俳優フェルナンド・ポーの養女になった。米ボストンカレッジを卒業後米国に住んで教師をしていたが、2004年の大統領選で敗れ亡くなった養父の遺志を継ぎ帰国後、映画・テレビ評価委員会（MTRCB）委員長などを経て2013年に上院議員にトップ当選した。2015年12月に「投票日からさかのぼって10年間の国内居住」を定める候補者要件などを満たしていないとして選挙管理委員会から失格処分を受けたが、2016年3月8日に最高裁が資格を最終認定した。